# Tetramerium oaxacanum
Tetramerium oaxacanum là một loài thực vật có hoa trong họ Ô rô. Loài này được T.F. Daniel miêu tả khoa học đầu tiên năm 1986.